# Gavaudun
Gavaudun é uma comuna francesa na região administrativa da Nova Aquitânia, no departamento Lot-et-Garonne. Estende-se por uma área de 22,08 km². Em 2010 a comuna tinha 292 habitantes (densidade: 13,2 hab./km²).

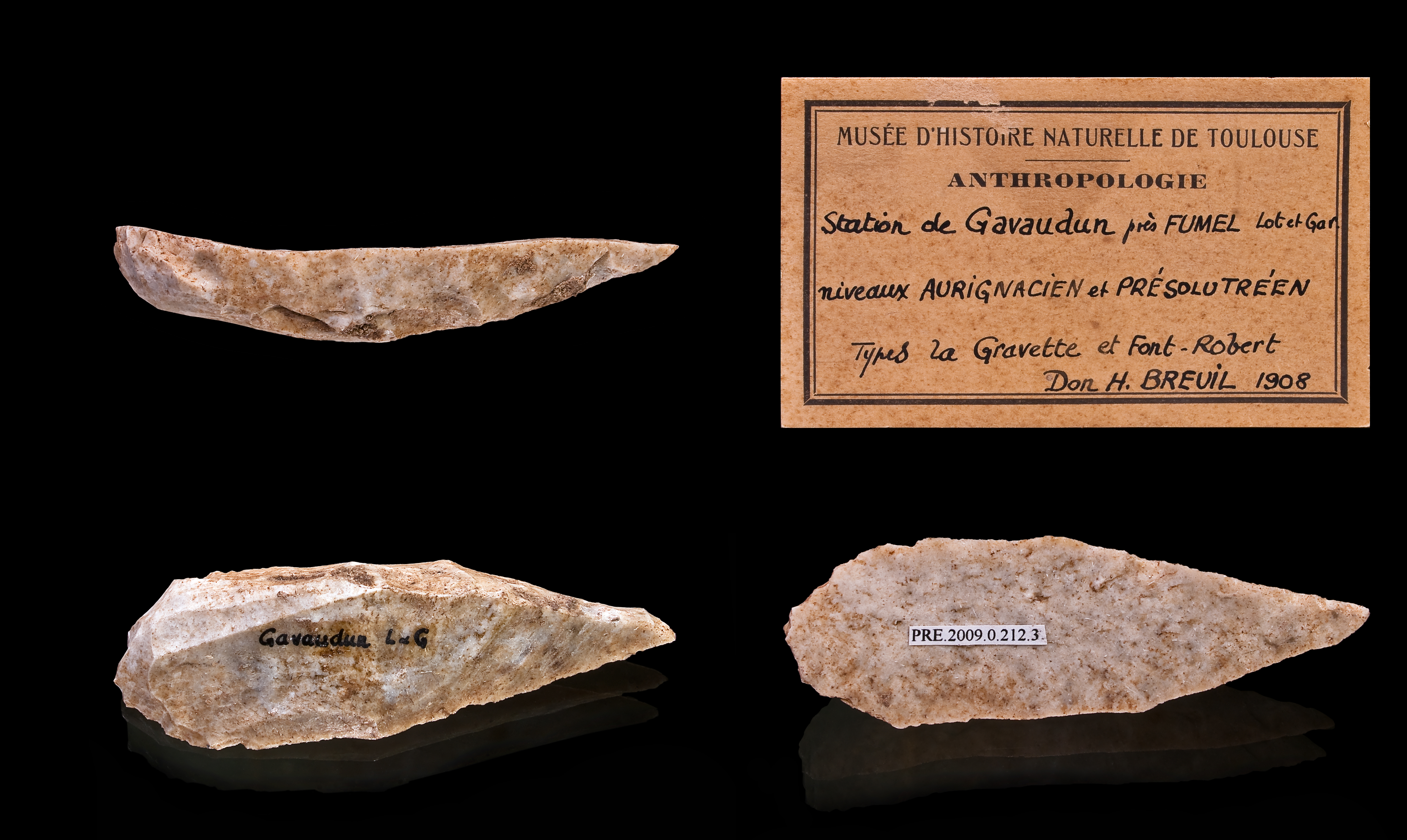
"Grattoir" - Aurignacien - Muséum de Toulouse